# Leichtathletik-Weltmeisterschaften 2007/5000 m der Männer

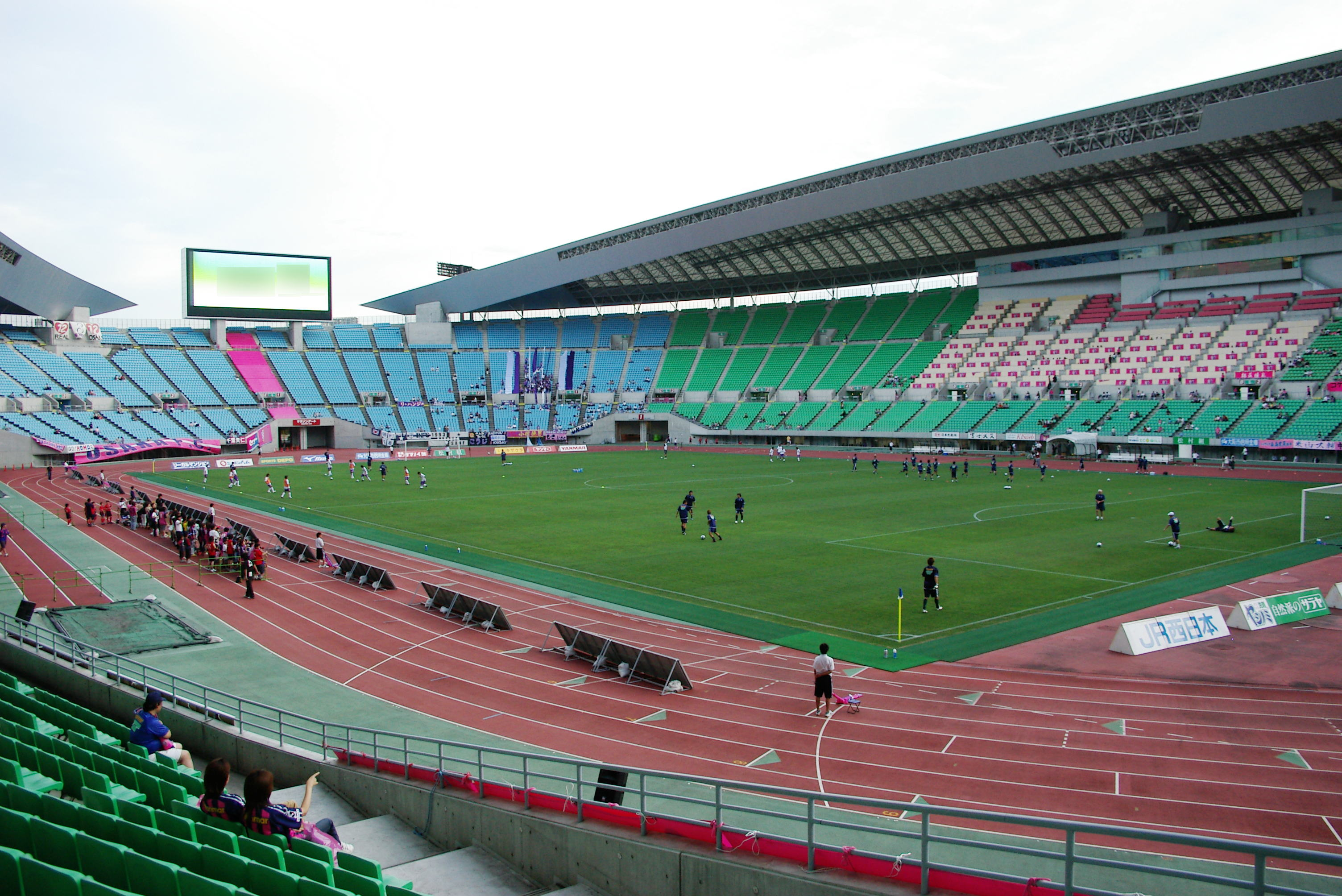
Das Nagai-Stadion in Osaka im Jahr 2004

Der 5000-Meter-Lauf der Männer bei den Leichtathletik-Weltmeisterschaften 2007 wurde am 30. August und 2. September 2007 im Nagai-Stadion der japanischen Stadt Osaka ausgetragen.
Seinen zweiten Titel nach dem Sieg über 1500 Meter errang der US-Amerikaner Bernard Lagat. Er hatte in den Vorjahren mehrere Medaillen bei den internationalen Großereignissen über 1500 Meter errungen: 2000: Olympiabronze, 2001 WM-Silber und 2004 Olympiasilber.

Auf den zweiten Platz kam der Olympiadritte von 2004 und Weltmeister von 2003 Eliud Kipchoge aus Kenia.

Der Dritte der Afrikameisterschaften 2006 über 5000 Meter und Sieger über 10.000 Meter Moses Ndiema Kipsiro aus Uganda errang die Bronzemedaille.

## Bestehende Rekorde
| Weltrekord               | 12:37,35 min | Kenenisa Bekele | Hengelo, Niederlande         | 31. Mai 2004    |
| Weltmeisterschaftsrekord | 12:52,79 min | Eliud Kipchoge  | WM 2003 in Paris, Frankreich | 31. August 2003 |

Der bestehende WM-Rekord wurde bei diesen Weltmeisterschaften nicht eingestellt und nicht verbessert.

## Vorrunde
Die Vorrunde wurde in zwei Läufen durchgeführt. Die ersten fünf Athleten pro Lauf – hellblau unterlegt – sowie die darüber hinaus fünf zeitschnellsten Läufer – hellgrün unterlegt – qualifizierten sich für das Finale.

### Vorlauf 1
30. August 2007, 20:45 Uhr
| Platz | Name                 | Nation    | Zeit (min) |
| ----- | -------------------- | --------- | ---------- |
| 1     | Tariku Bekele        | Äthiopien | 13:46,42   |
| 2     | Jesús España         | Spanien   | 13:46,45   |
| 3     | Bernard Lagat        | USA       | 13:46,57   |
| 4     | Hicham Bellani       | Marokko   | 13:46,64   |
| 5     | Moses Ndiema Kipsiro | Uganda    | 13:46,86   |
| 6     | Khoudir Aggoune      | Algerien  | 13:47,36   |
| 7     | Isaac Kiprono Songok | Kenia     | 13:47,42   |
| 8     | Ahmed Baday          | Marokko   | 13:47,83   |
| 9     | Joseph Ebuya         | Kenia     | 13:48,21   |
| 10    | Tonny Wamulwa        | Sambia    | 13:50,95   |
| 11    | Bekana Daba          | Äthiopien | 13:53,16   |
| 12    | Charles Bett Koech   | Katar     | 13:53,36   |
| 13    | Alistair Ian Cragg   | Irland    | 13:59,45   |
| 14    | Erik Sjöqvist        | Schweden  | 14:05,69   |
| 15    | Yu Mitsuya           | Japan     | 14:07,38   |
| DNF   | Kabirou Dan Mallam   | Niger     |            |
| DNS   | David Galván         | Mexiko    |            |
| DNS   | Nader Almassri       | Palästina |            |

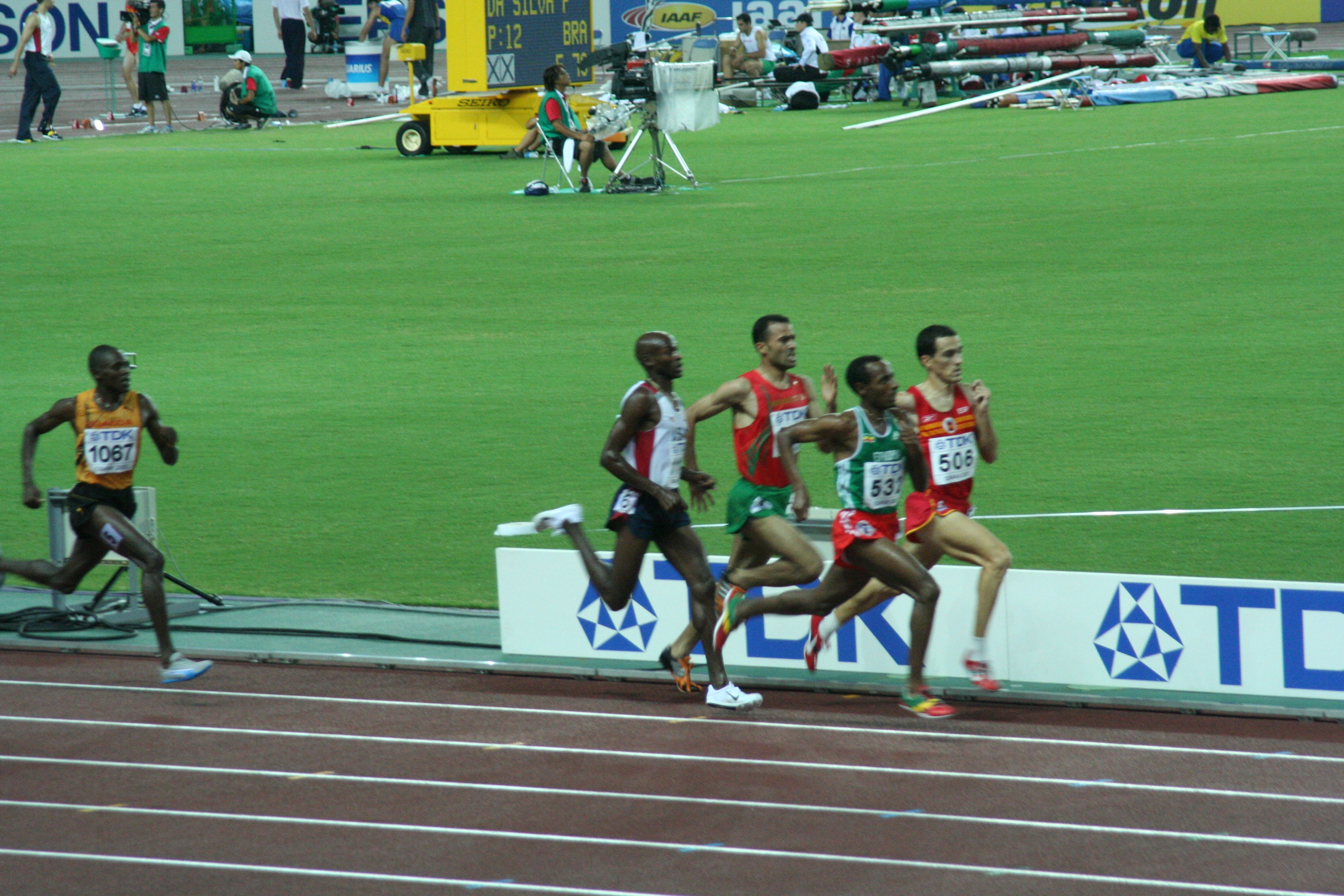
Erster Vorlauf

Im ersten Vorlauf ausgeschiedene Läufer:

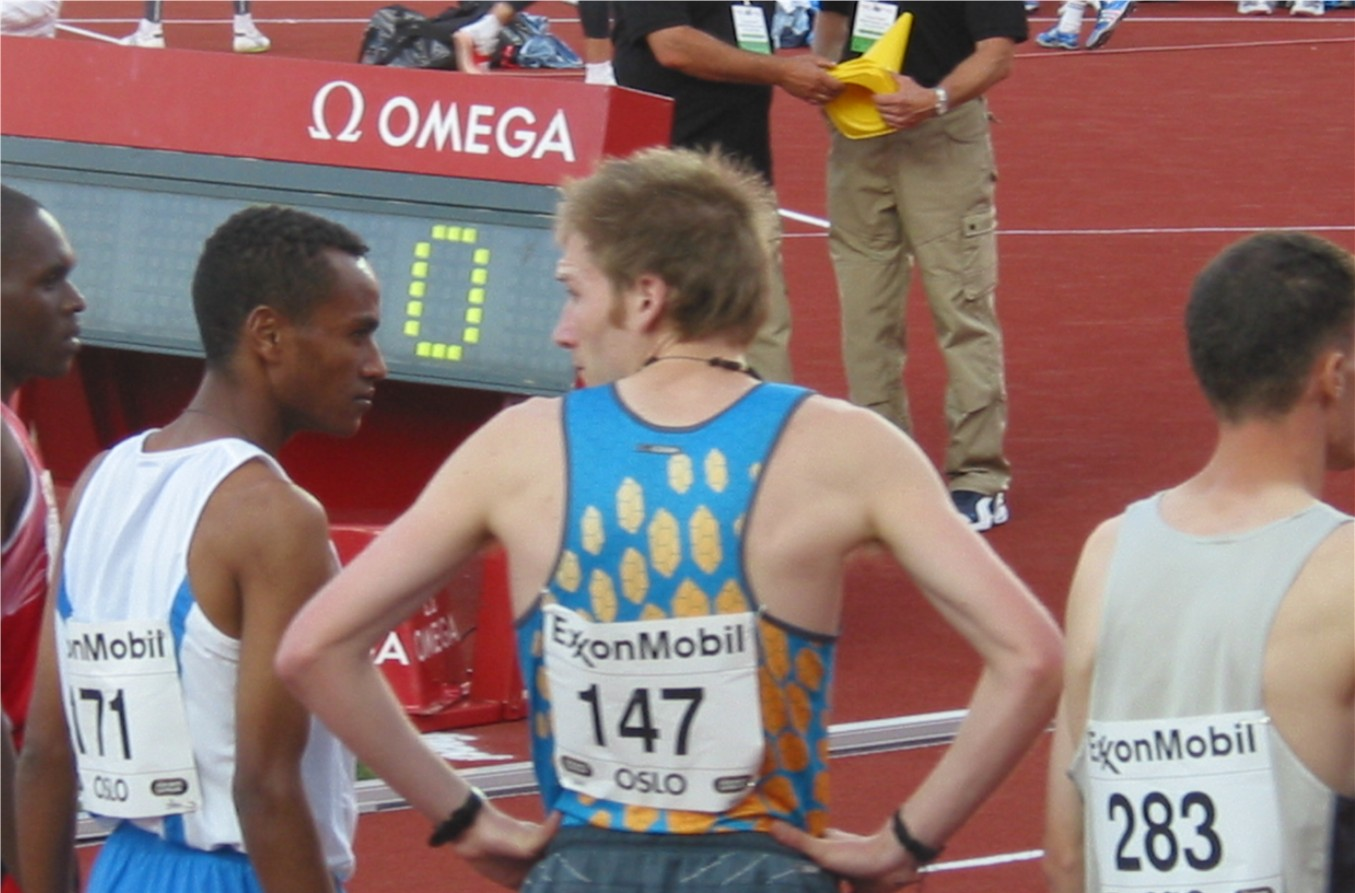
Khoudir Aggoune (ganz rechts) Rang sechs in 13:47,36 min
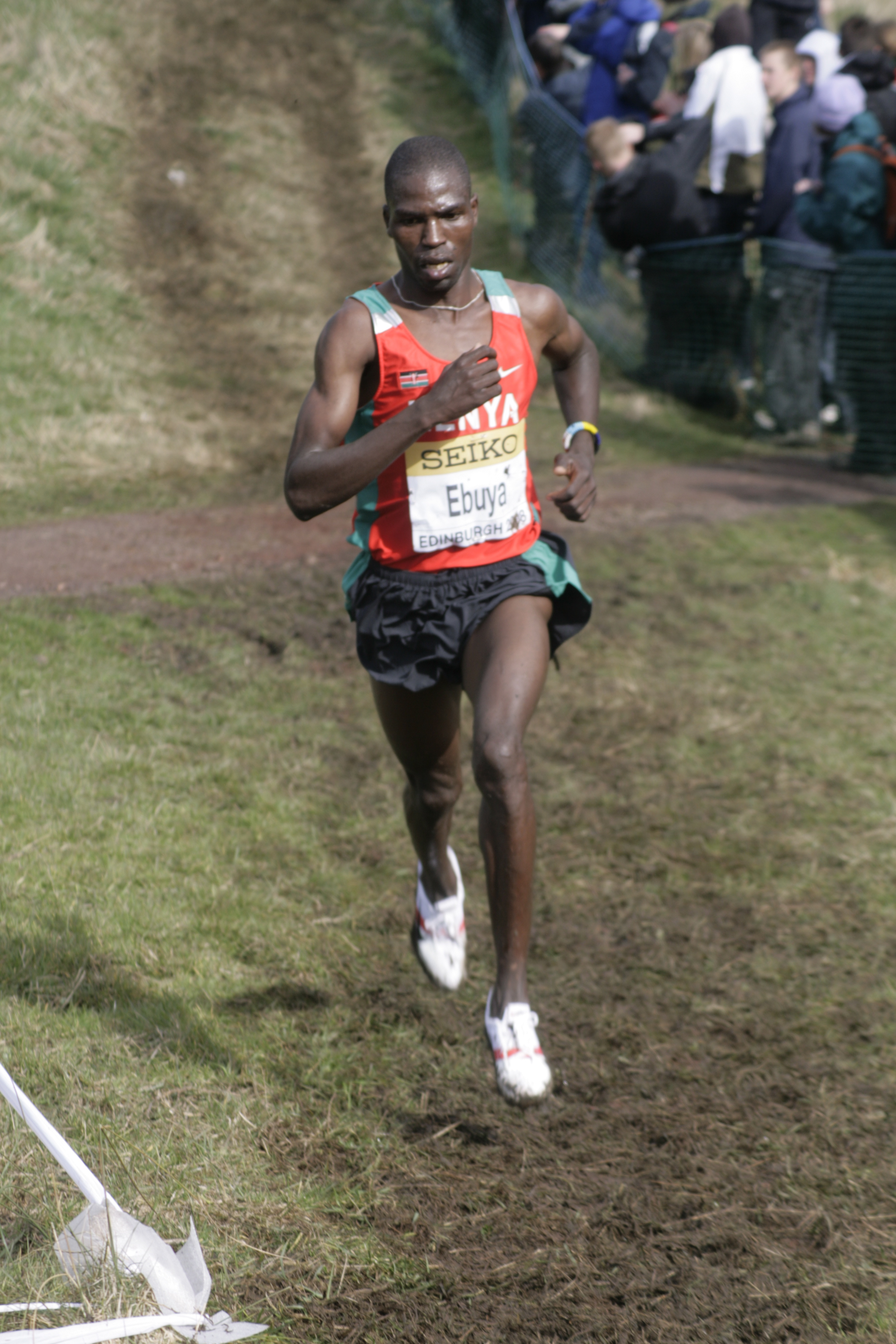
Joseph Ebuya Rang neun in 13:48,21 min
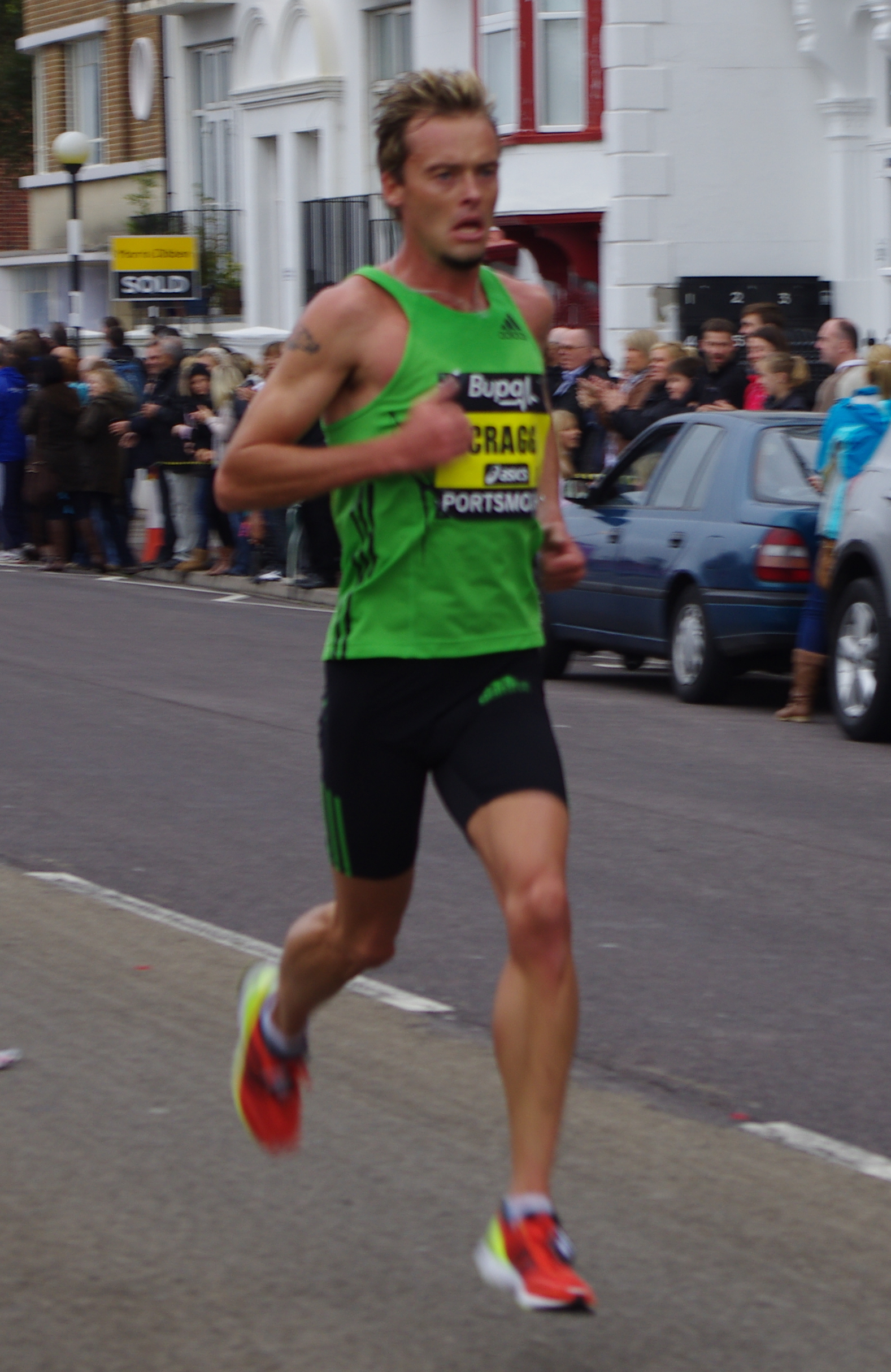
Alistair Ian Cragg Rang dreizehn in 13:59,45 min

### Vorlauf 2
30. August 2007, 21:05 Uhr
| Platz | Name                 | Nation         | Zeit (min) |
| ----- | -------------------- | -------------- | ---------- |
| 1     | Eliud Kipchoge       | Kenia          | 13:33,37   |
| 2     | Abreham Cherkos      | Äthiopien      | 13:33,62   |
| 3     | Matthew Tegenkamp    | USA            | 13:35,05   |
| 4     | Craig Mottram        | Australien     | 13:36,18   |
| 5     | Juan Luis Barrios    | Mexiko         | 13:37,12   |
| 6     | Mo Farah             | Großbritannien | 13:39,13   |
| 7     | Benjamin Limo        | Kenia          | 13:41,47   |
| 8     | Adam Goucher         | USA            | 13:41,65   |
| 9     | Ali Abdalla          | Eritrea        | 13:42,00   |
| 10    | Felix Kibore         | Katar          | 13:46,23   |
| 11    | Dieudonné Disi       | Ruanda         | 13:47,30   |
| 12    | Jan Fitschen         | Deutschland    | 13:48,39   |
| 13    | Aadam Ismaeel Khamis | Bahrain        | 13:50,30   |
| 14    | Mourad Marofit       | Marokko        | 13:54,65   |
| 15    | Takayuki Matsumiya   | Japan          | 13:54,95   |
| 16    | Stephen Kiprotich    | Uganda         | 14:04,22   |
| 17    | Cleveland Forde      | Guyana         | 15:25,12   |
| 18    | U Aung Thura         | Myanmar        | 15:41,08   |

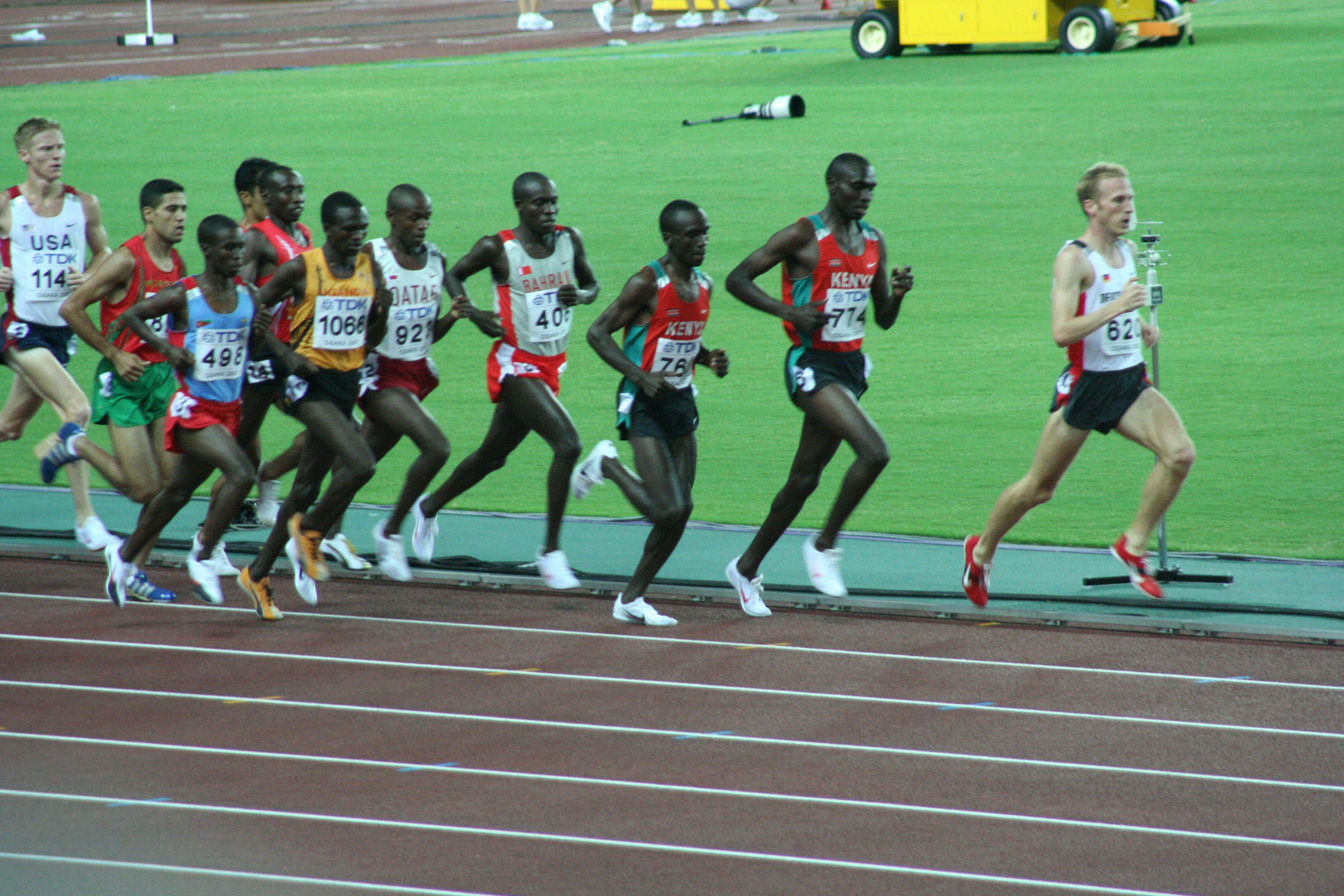
Zweiter Vorlauf

Im zweiten Vorlauf ausgeschiedene Läufer:

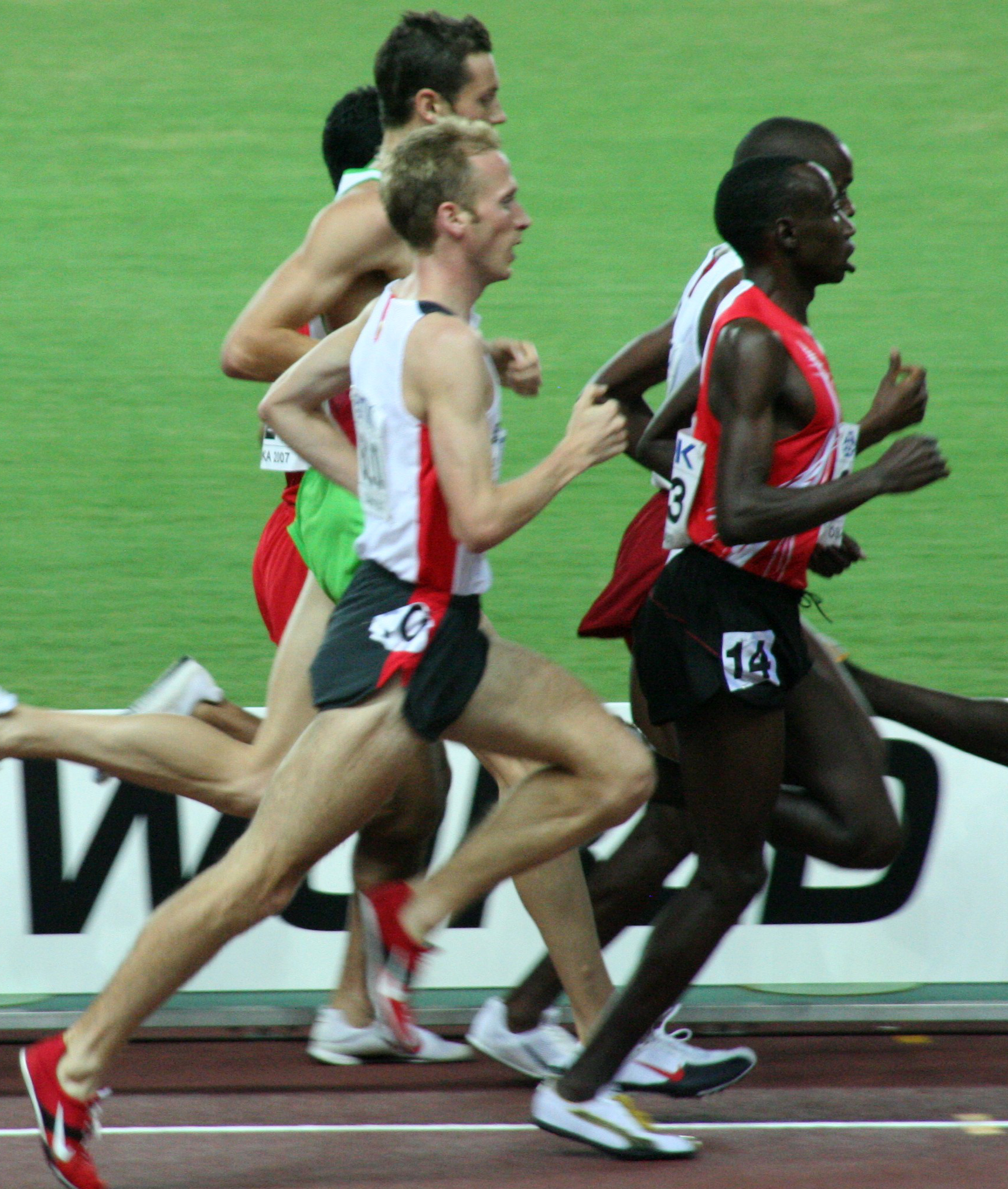
Dieudonné Disi (außen rechts) – Rang elf in 13:47,30 min Jan Fitschen – Rang zwölf in 13:48,39 min
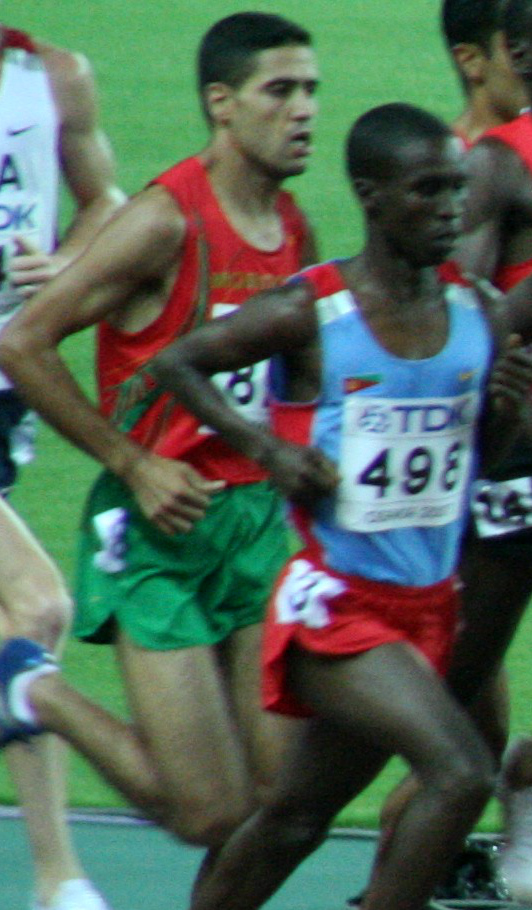
Mourad Marofit (rotes Trikot) Rang vierzehn in 13:54,65 min
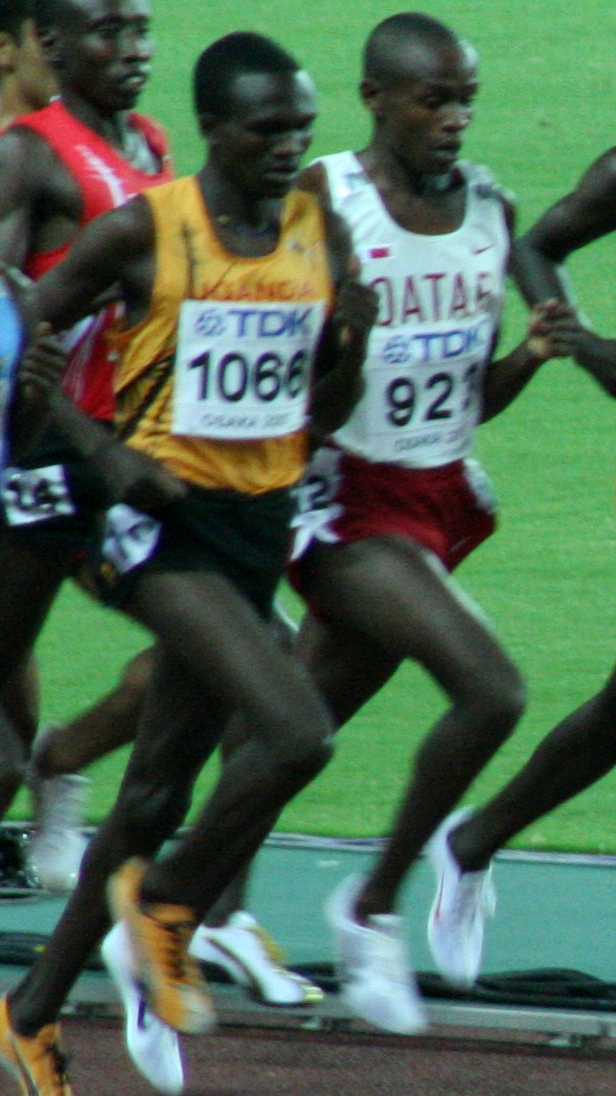
Stephen Kiprotich (gelbes Trikot) Rang sechzehn in 14:04,22 min

## Finale

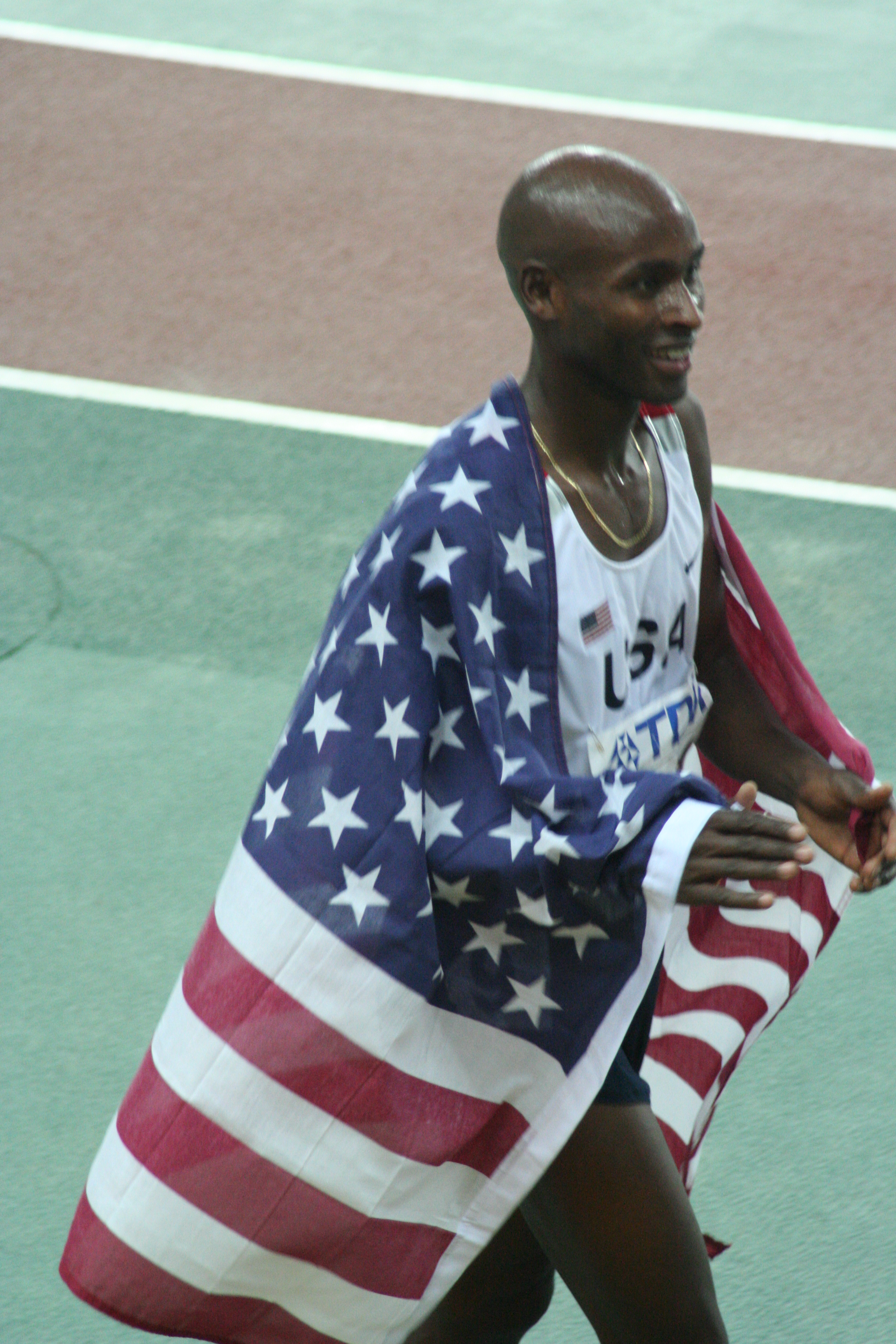
Weltmeister Bernard Lagat nach seinem zweiten Titel

2. September 2007, 19:30 Uhr
| Platz | Name                 | Nation         | Zeit (min) |
| ----- | -------------------- | -------------- | ---------- |
| 1     | Bernard Lagat        | USA            | 13:45,87   |
| 2     | Eliud Kipchoge       | Kenia          | 13:46,00   |
| 3     | Moses Ndiema Kipsiro | Uganda         | 13:46,75   |
| 4     | Matthew Tegenkamp    | USA            | 13:46,78   |
| 5     | Tariku Bekele        | Äthiopien      | 13:47,33   |
| 6     | Mo Farah             | Großbritannien | 13:47,54   |
| 7     | Jesús España         | Spanien        | 13:50,56   |
| 8     | Abreham Cherkos      | Äthiopien      | 13:51,01   |
| 9     | Felix Kibore         | Katar          | 13:51,18   |
| 10    | Ali Abdalla          | Eritrea        | 13:52,69   |
| 11    | Adam Goucher         | USA            | 13:53,17   |
| 12    | Hicham Bellani       | Marokko        | 13:55,44   |
| 13    | Craig Mottram        | Australien     | 13:56,24   |
| 14    | Juan Luis Barrios    | Mexiko         | 13:59,86   |
| 15    | Benjamin Limo        | Kenia          | 14:01,25   |

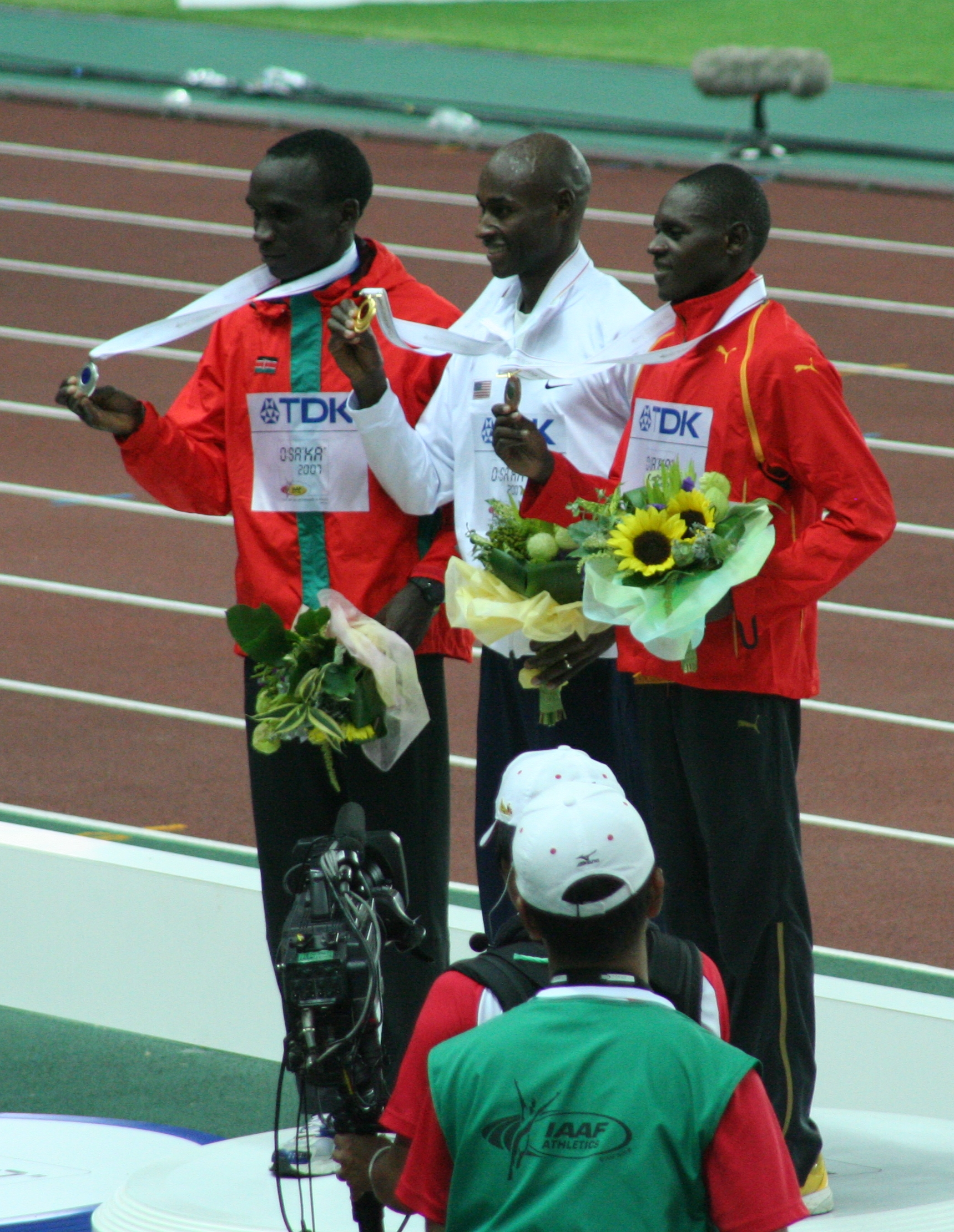
Siegerehrung
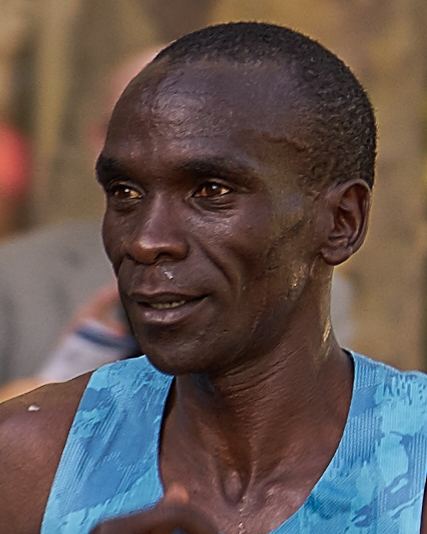
Titelverteidiger Eliud Kipchoge wurde Vizeweltmeister – 2004 war er Olympiadritter
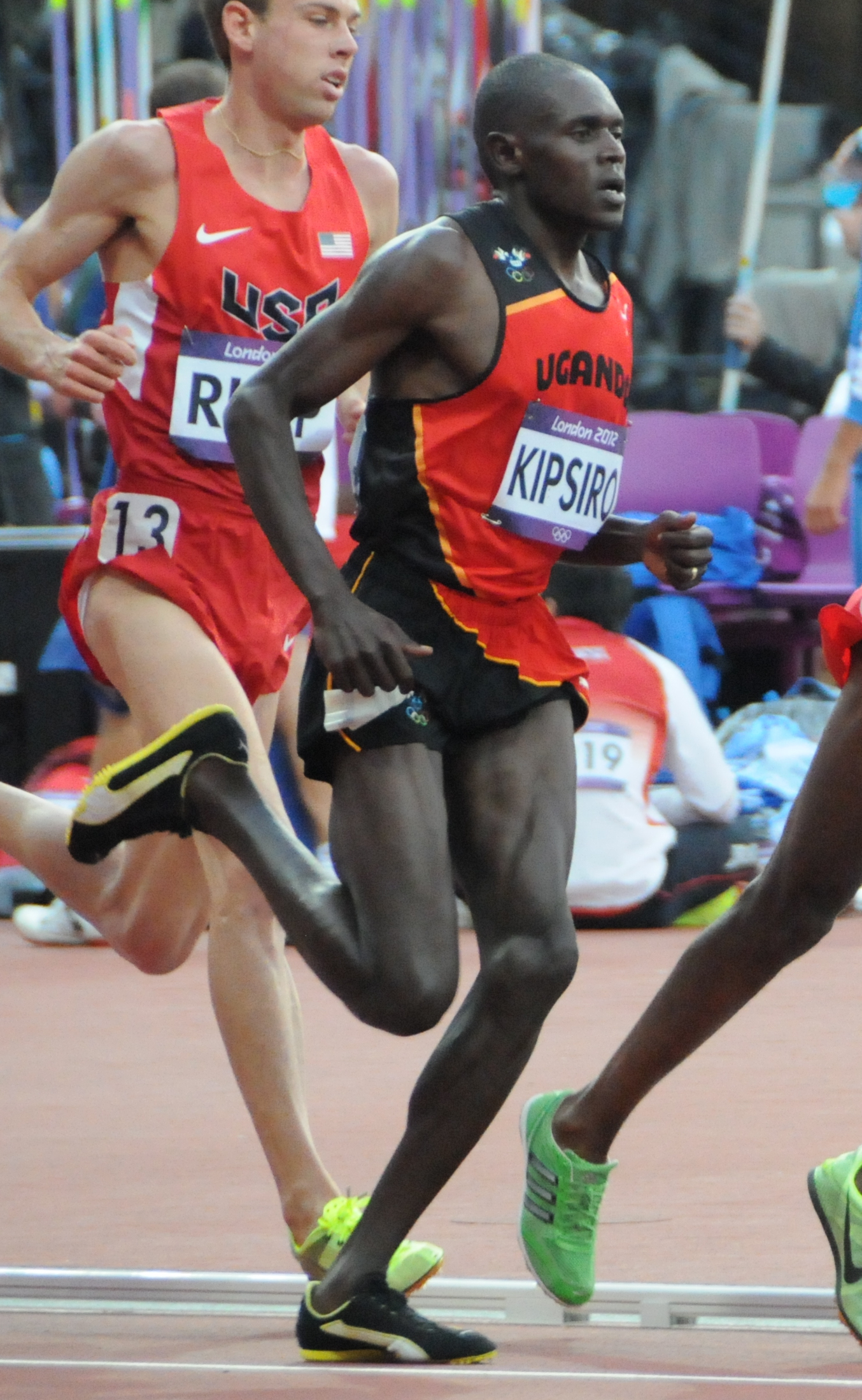
Bronzemedaillengewinner Moses Ndiema Kipsiro
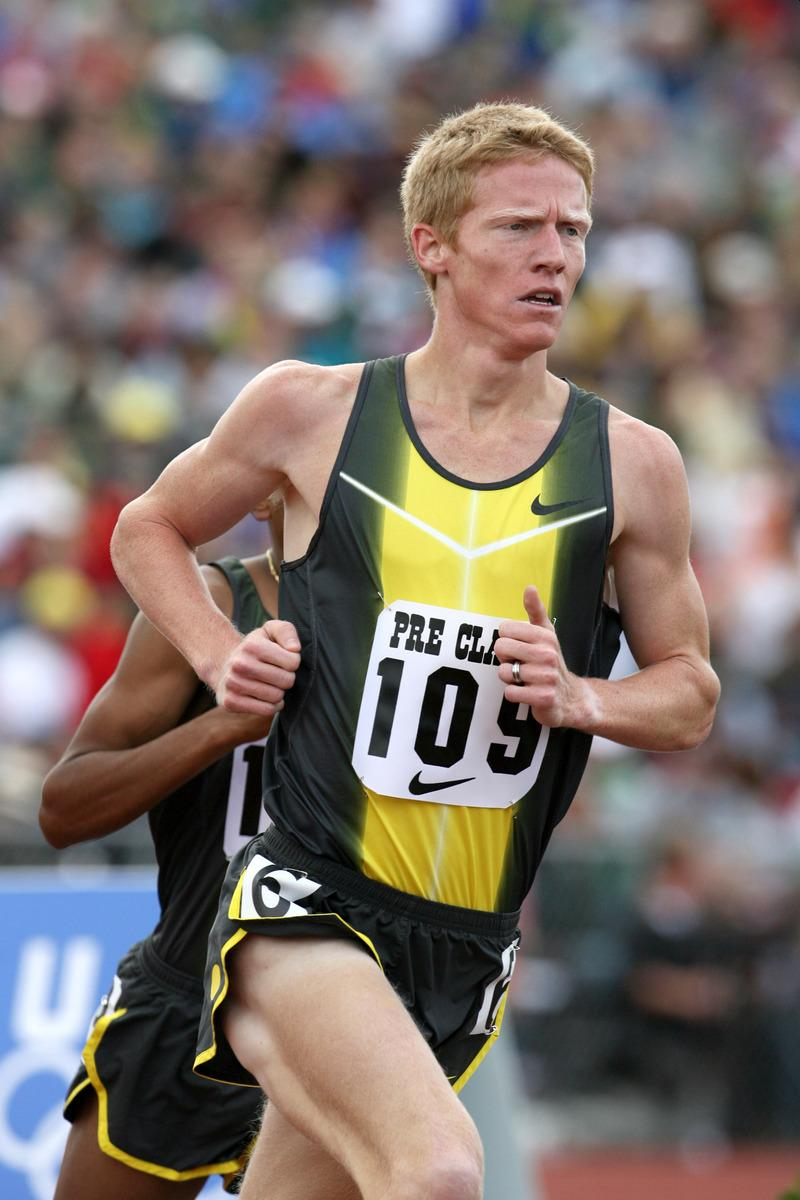
Rang vier für Matthew Tegenkamp
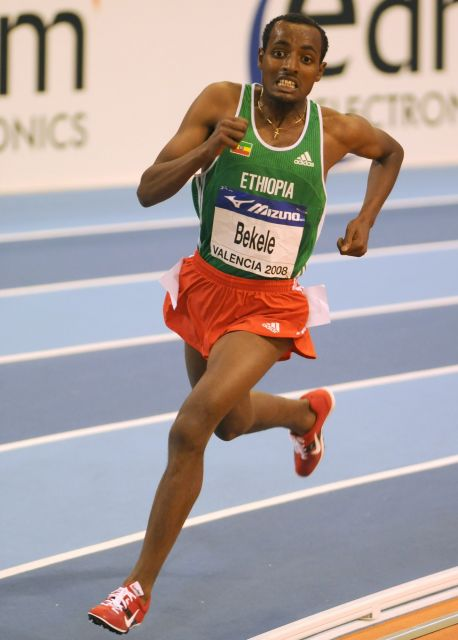
Tariku Bekele – Platz fünf
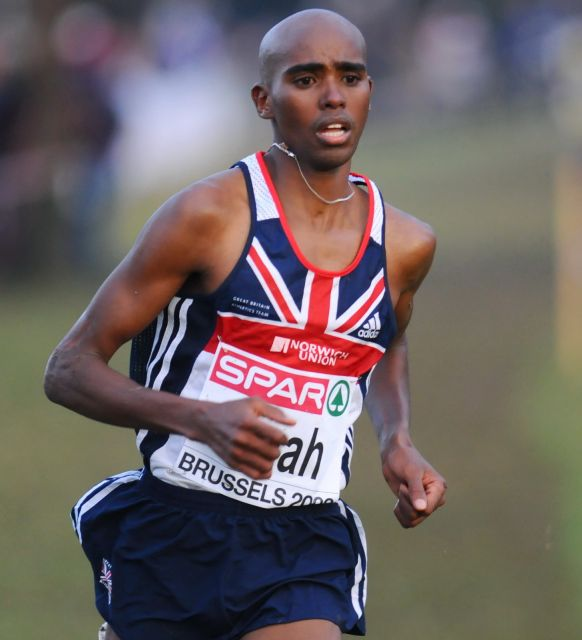
Der in den kommenden Jahren dominierende Mo Farah kam auf den sechsten Platz
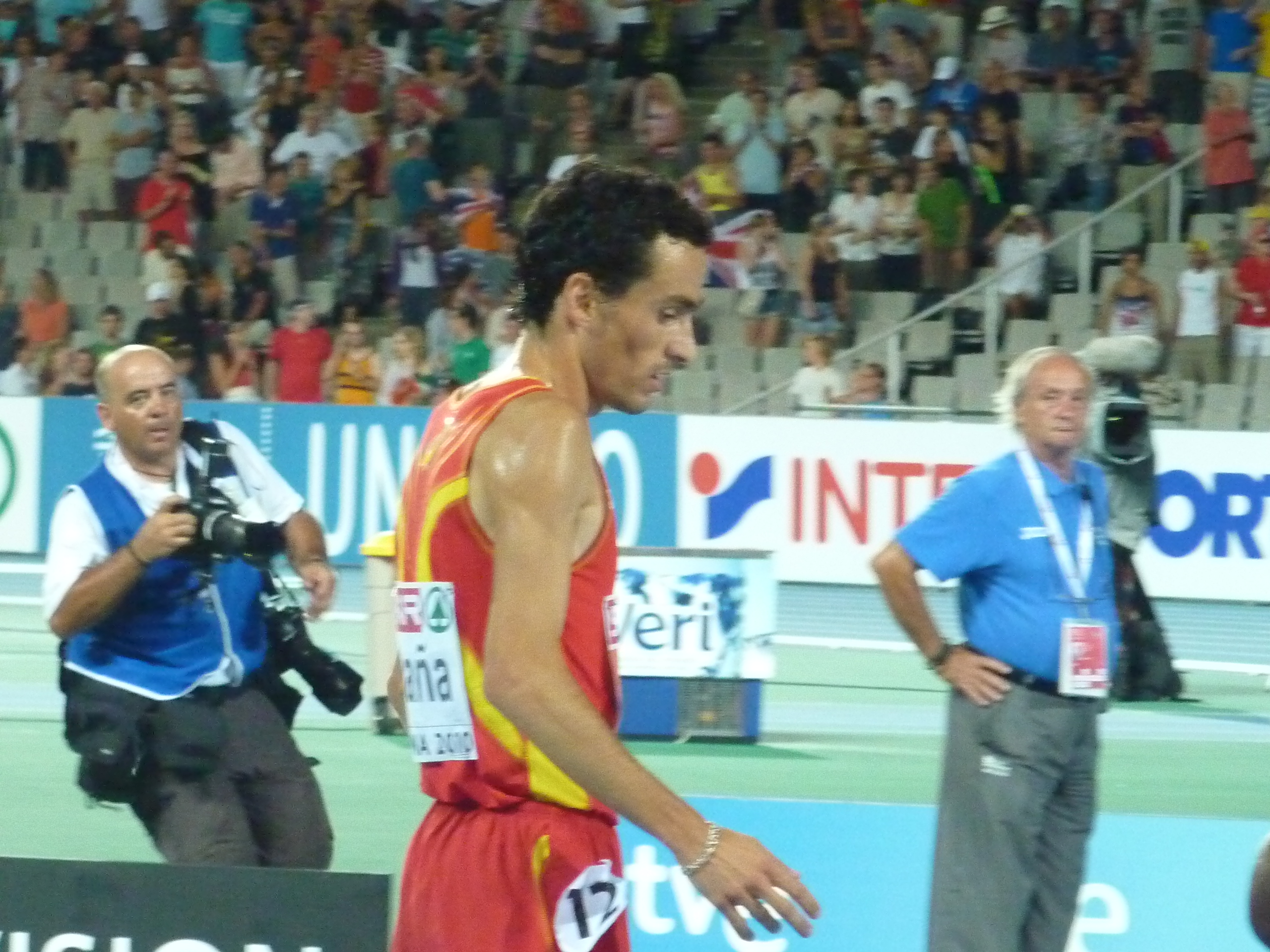
Jesús España wurde Siebter

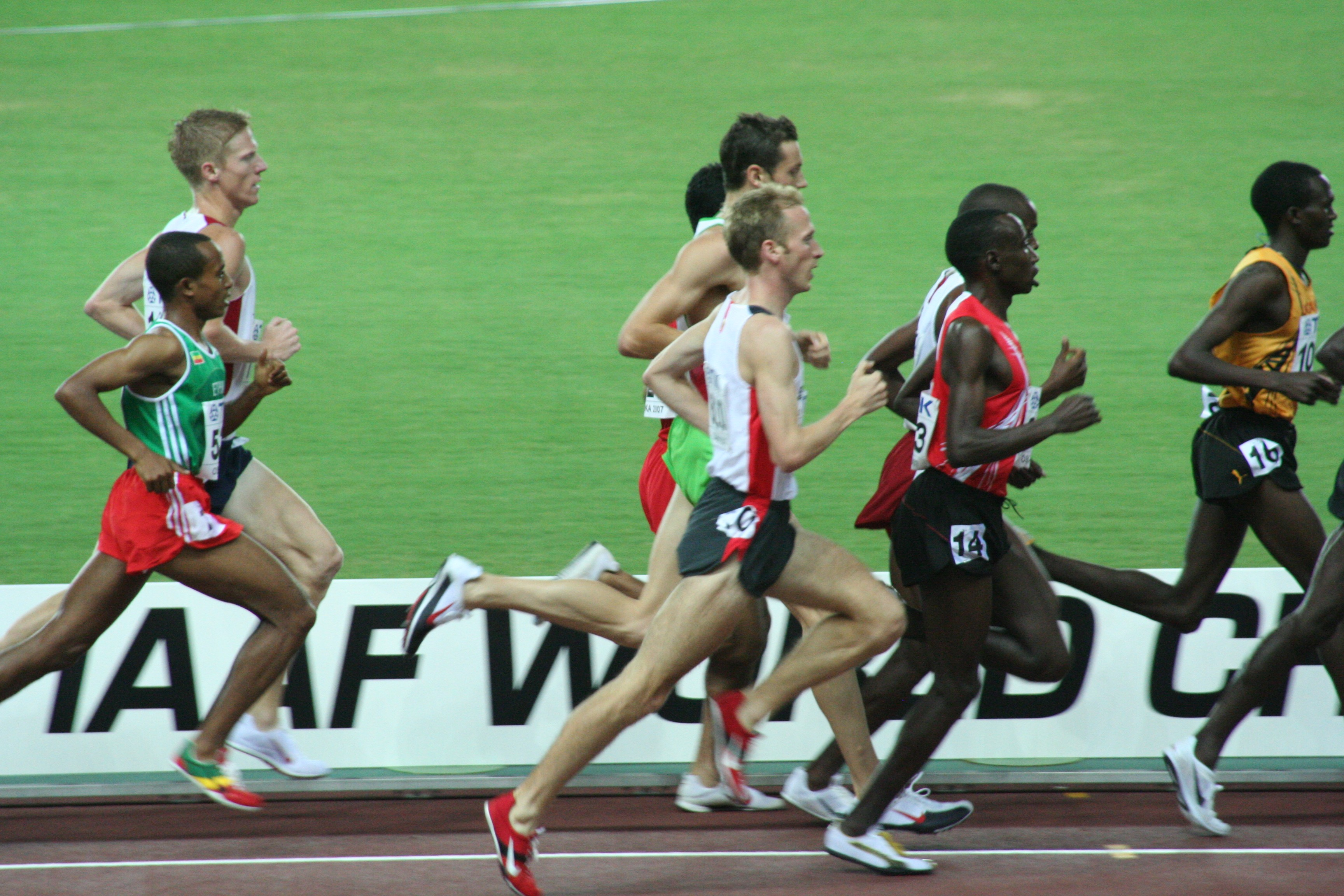
Abreham Cherkos (hier ganz links im zweiten Vorlauf) belegte Rang acht
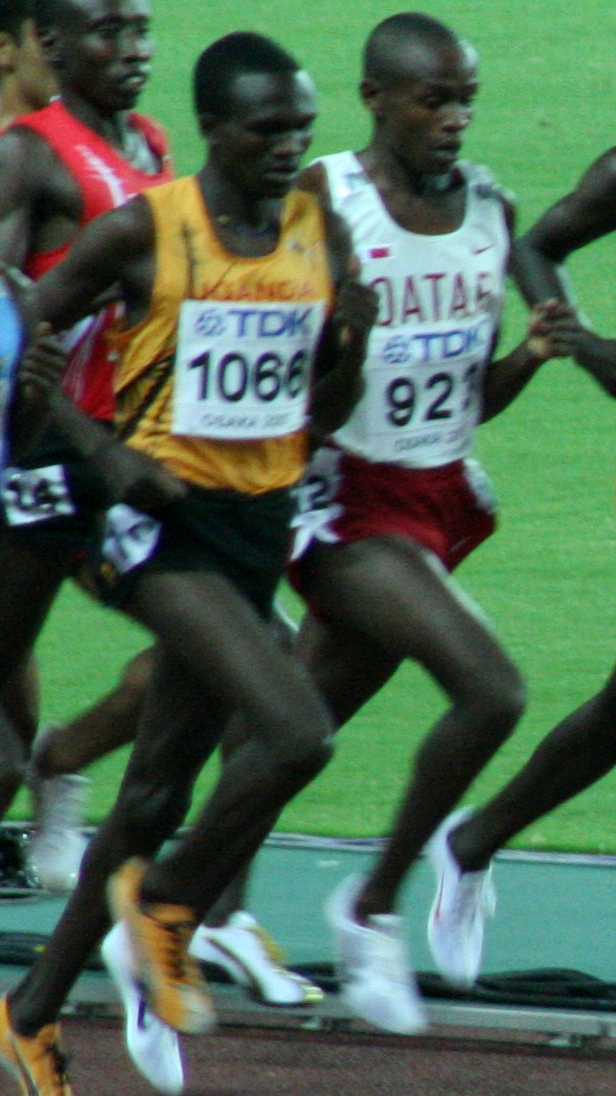
Felix Kikwai Kibore (weißes Trikot, zweiter Vorlauf ) – Rang neun
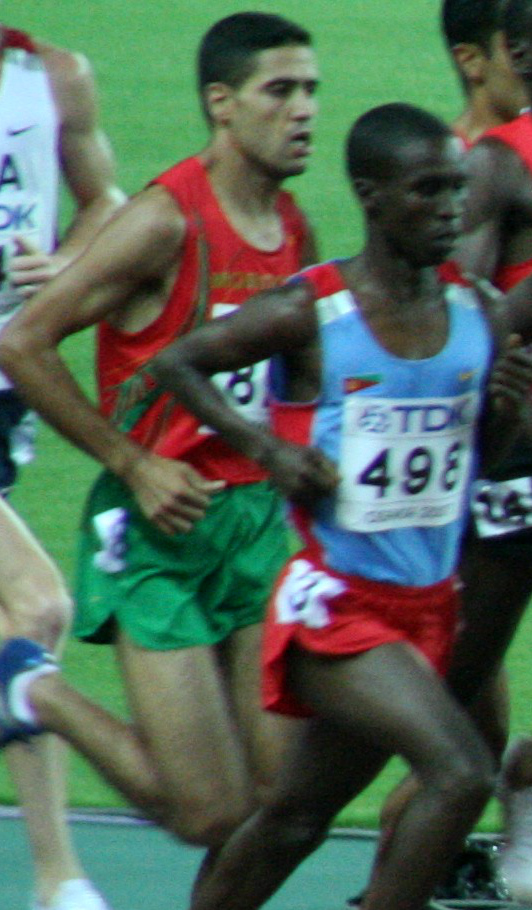
Ali Abdalla (rechts, im zweiten Vorlauf ) – Rang zehn
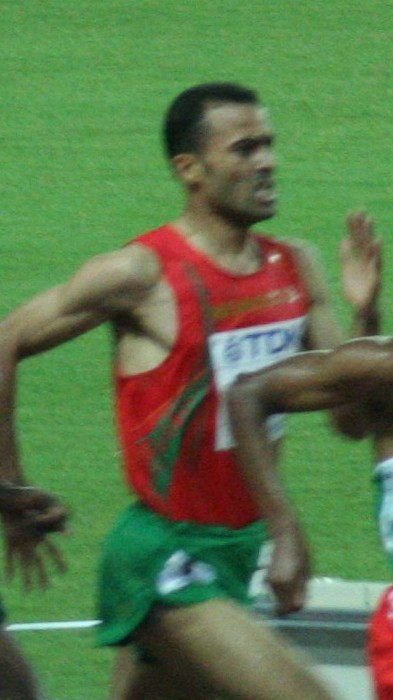
Der zwölftplatzierte Hicham Bellani
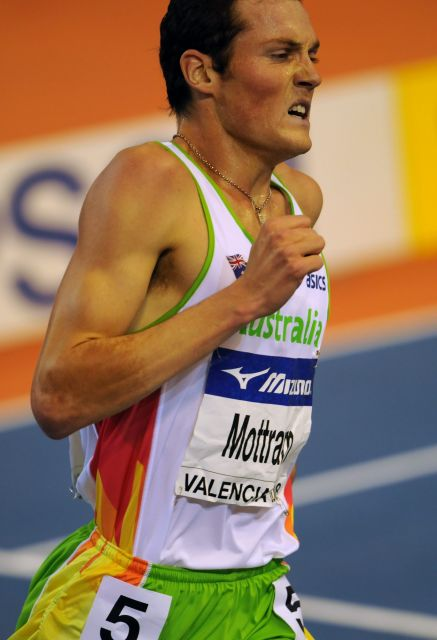
Craig Mottram – Rang dreizehn
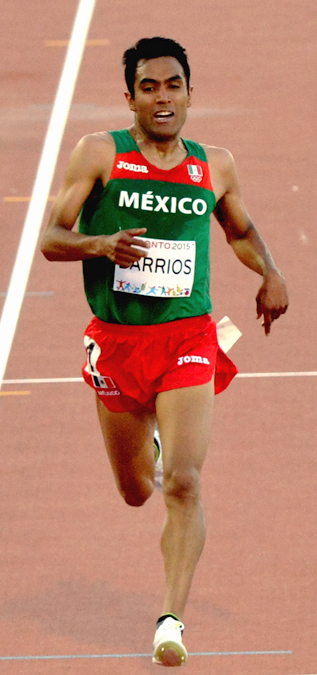
Juan Luis Barrios – Rang vierzehn
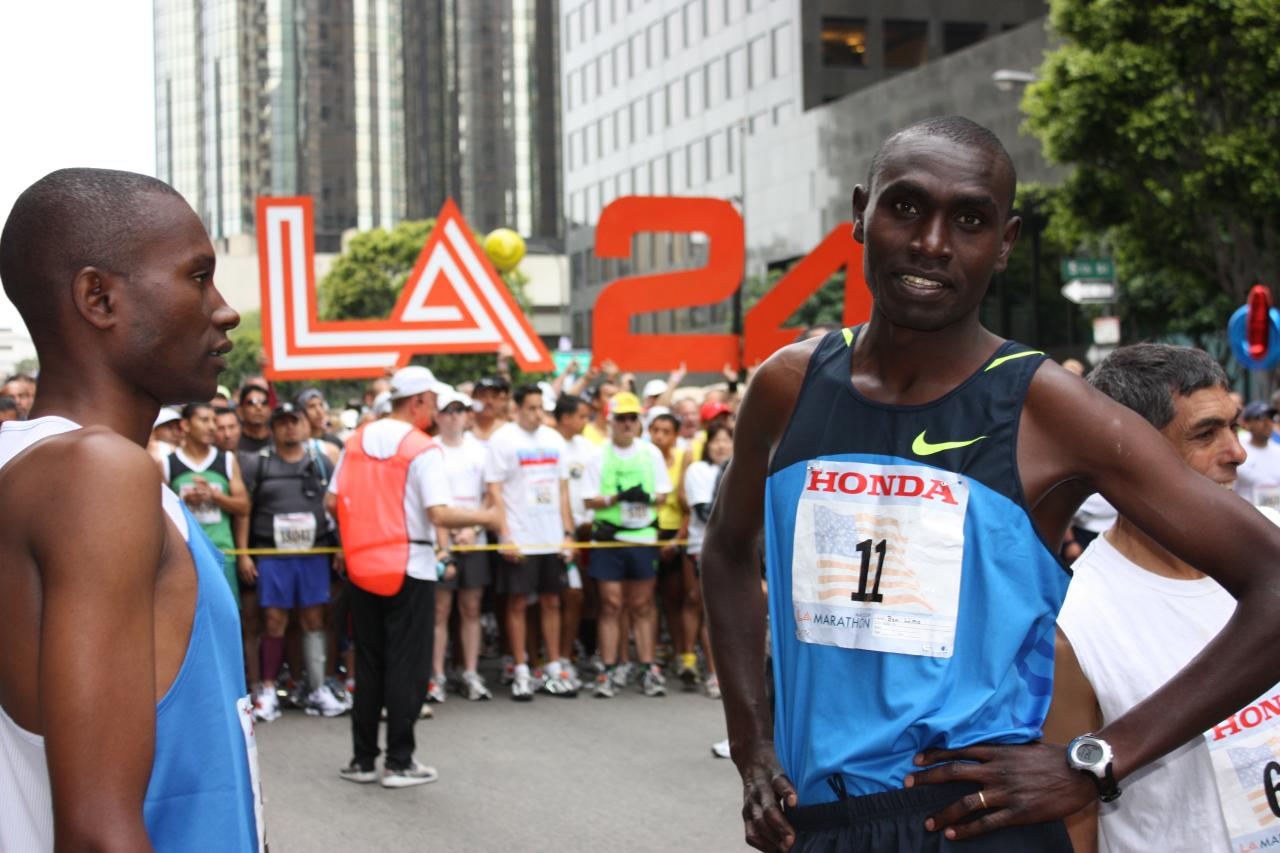
Der Titelverteidiger und Vizeweltmeister von 1999 Benjamin Limo (rechts, beim Los-Angeles-Marathon 2009) – erreichte Platz fünfzehn

## Video
- 2007 IAAF World Championships Men's 5,000m, youtube.com, abgerufen am 21. Oktober 2020